# Bailliage de Vallemaggia
1513–1798
Entités suivantes :
- Canton de Lugano

Le bailliage de Vallemaggia est un des bailliages communs des XIII cantons, à l'exception d'Appenzell, situé dans l'actuel canton du Tessin.

## Histoire
Le bailliage est créé en 1513. En 1798, le bailliage rejoint le nouveau canton de Lugano, au sein de la République helvétique.

## Baillis
Le bailli est nommé pour deux ans.
Les baillis sont les suivants :
- 1722-1724 : Beat Jakob May[1] ;